# Municipio de Hillsdale (Dakota del Sur)
El municipio de Hillsdale (en inglés, Hillsdale Township) es un municipio del condado de Faulk, Dakota del Sur, Estados Unidos. Tiene una población estimada, a mediados de 2022, de 55 habitantes.
Abarca una zona exclusivamente rural.

## Geografía
Está ubicado en las coordenadas 44°56′44″N 98°54′05″O / 44.94556, -98.90139 (44.945459, -98.901394). Según la Oficina del Censo de los Estados Unidos, tiene una superficie total de 93.40 km², de la cual 91.99 km² corresponden a tierra firme y 1.41 km² están cubiertos de agua.

## Demografía
Según el censo de 2020, en ese momento había 51 personas residiendo en la zona. La densidad de población era de 0.55 hab./km². La totalidad de los habitantes eran blancos. No había hispanos o latinos residiendo en la región.